# Chambezon

Chambezon este o comună în departamentul Haute-Loire, Franța. În 2009 avea o populație de 88 de locuitori.